# Luis Izquierdo
Luis Fernando Izquierdo Martínez (ur. 3 kwietnia 1974) – kolumbijski zapaśnik w stylu klasycznym. Olimpijczyk z Aten 2004, gdzie zajął dziesiąte miejsce w kategorii 66 kg.
Trzykrotny uczestnik mistrzostwach świata, dziewiąty w 2003. Brązowy medal na igrzyskach panamerykańskich w 1999 i 2003. Cztery medale na mistrzostwach panamerykańskich, srebro w 1994, 2001 i 2003. Wicemistrz igrzysk Ameryki Południowej w 1998. Brązowy medal igrzysk Ameryki Środkowej i Karaibów w 2002. Złoto igrzysk Pacyfiku w 1995. Wicemistrz igrzysk boliwaryjskich w 1997 i 2001 roku.